# Блу Ойстър Кълт
„Блу Ойстър Кълт“ (на английски: Blue Öyster Cult, BÖC), е американска рок група от Лонг Айлънд, щата Ню Йорк. Най-добре позната е с хардрок песни като (Don't Fear) The Reaper, Burnin' for You и Godzilla. Групата има своята важност и върху развитието на хевиметъл сцената. От 1972 г., когато излиза дебютният им едноименен албум, групата продава над 24 млн. албума по света, включително 7 милиона в САЩ. Музикалните им клипове, особено Burnin' For You, са редовно излъчвани по „Ем Ти Ви“, която стартира през 1981 г., и това потвърждава приноса на „Блу Ойстър Кълт“ към развитието и успеха на музикалния клип в съвременната поп култура. Днес музиката им продължава да се просвирва по радио станции, предаващи албумно-ориентиран рок, както и във филми, телевизионни предавания и рекламни материали, и дори на спортни събития.
Сегашният състав на „Блу Ойстър Кълт“ се състои от членовете с дълъг стаж в групата Доналд Росър – Бък Дарма (водеща китара, вокали) и Ерик Блум (водеща китара, ритъм китара, кийборд), както и Джулс Радино (барабани, перкусии), Ричи Кастелано (кийборд, китара, вокали) и Касим Сълтън (бас китара).